# Cookeconcha contorta
Cookeconcha contorta е вид коремоного от семейство Endodontidae. Видът е критично застрашен от изчезване.

## Разпространение
Видът е разпространен само на Хаваите и е застрашен от загуба на местообитания.